# Plocoscelus cinnameus
Plocoscelus cinnameus är en tvåvingeart som beskrevs av Willi Hennig 1935. Plocoscelus cinnameus ingår i släktet Plocoscelus och familjen skridflugor.
Artens utbredningsområde är Bolivia. Inga underarter finns listade i Catalogue of Life.